# ماري لويز اندروز
ماري لويز اندروز (بالإنجليزية: Marie Louise Andrews)‏ هي صحفية وكاتِبة أمريكية، ولدت في 31 أكتوبر 1849 في بيدفورد في الولايات المتحدة، وتوفيت في 7 فبراير 1891 في كونرسفيل في الولايات المتحدة.